# Aphananthe sakalava
Aphananthe sakalava là một loài thực vật có hoa trong họ Cannabaceae. Loài này được J.-F.Leroy mô tả khoa học đầu tiên năm 1946.